# ウイルコホールディングス
株式会社ウイルコホールディングスは、石川県白山市に本社を置き、情報・印刷事業等を行う企業グループを傘下に持つ持株会社である。

## 沿革
- 1979年（昭和54年）5月 - わかさ屋美術印刷株式会社を設立
- 1984年（昭和59年）6月 - 大阪市北区に大阪営業所（現・大阪支店）を設置。
- 1985年（昭和60年）2月 - 名古屋市中村区に名古屋営業所を設置。
- 1988年（昭和63年）
  - 3月 - 東京都大田区に東京営業所（現・東京営業本部）を設置。
  - 8月 - 制作部門を分離し、株式会社イングを設立。
- 1989年（平成元年）3月 - 本社を石川県松任市（現・白山市）に移転、同地内に本社工場（現・ダイレクト・マーケティング工場）を設置。
- 1995年（平成7年）7月 - イングに東京テレマーケティングセンターを設置し、通信販売を開始。
- 1997年（平成9年）2月 - 千葉県山武郡芝山町に関東工場（現・関東第二工場）を設置。
- 1998年（平成10年）11月 - わかさ屋情報印刷株式会社に社名変更。
- 2000年（平成12年）4月 - 株式会社ウイル・コーポレーションに社名変更。
- 2002年（平成14年）11月 - ダイレクト・マーケティング事業の経営効率化による経営体質の強化を図るため、イングを吸収合併。
- 2003年（平成15年）
  - 5月 - 生産活動の総合的効率を追求するためのマネジメント・システム「TPM（Total Productive Maintenance）」の導入。
  - 9月 - 千葉県香取郡多古町に関東第一工場を設置。
- 2004年（平成16年）9月 - 情報・印刷事業部門にて「プライバシーマーク」取得。
- 2005年（平成17年）10月 - 東京証券取引所2部上場
- 2007年（平成19年）
  - 1月 - 個人情報保護体制確立のため、全社において「プライバシーマーク」取得（継続認証）。
  - 9月 - 中国における情報・印刷事業展開のため偉路愛而泰可印刷（蘇州）有限公司（現・連結子会社）を設立し、子会社化。
- 2008年（平成20年）1月 - 株式会社ウイルコに社名変更
- 2012年（平成24年）
  - 5月 - 持株会社制に移行。新設分割により、情報・印刷事業を株式会社ウイル・コーポレーションに、ダイレクト・マーケティング事業を株式会社ナチュラルガーデンに承継した上で、株式会社ウイルコホールディングスに商号変更。同時にナチュラルガーデンの全株式を株式会社ビタミンライフへ譲渡。
  - 9月 - ウイル・コーポレーションにて「プライバシーマーク」取得。
- 2013年（平成25年）9月 - 情報・印刷事業の販路拡大を図るため、株式会社日本特殊加工印刷（現・連結子会社）を設立し、子会社化。。
- 2014年（平成26年）
  - 6月 - 株式会社エルネット（2代）の全株式を株式会社オージーキャピタル（大阪ガスグループ）より取得し、子会社化。
  - 7月 - 個人情報保護体制確立のため、エルネットにて「プライバシーマーク」取得。
- 2015年（平成27年）10月 - エルネット（2代）の事業のうち、郵便物発送代行業を株式会社エルネット（3代）に新設分割し、同社の全株式を株式会社サイネックスへ譲渡。エルネット（2代）は株式会社関西ぱどに商号変更。
- 2016年（平成28年）8月 - 株式会社ウィズコーポレーションの全株式を取得し、同社100％子会社である東京書店株式会社及びWITH INTERNATIONAL LIMITED、WITH INTERNATIONAL LIMITEDの100％子会社である維稚(上海)商貿有限公司を子会社化。
- 2018年（平成30年）2月 - 鈴木出版株式会社（現・連結子会社）の全株式を取得し、子会社化。
- 2019年（令和元年）12月 - 株式会社ウィズコーポレーションの全株式を譲渡[2]。
- 2021年5月 - 株式会社関西ぱどの株式を譲渡[3]
- 2022年
  - 4月 - 東京証券取引所の市場第二部からスタンダード市場へ移行
  - 4月 - 笹岡薬品通販株式会社の株式を取得し、子会社化。
- 2024年10月 - 内部管理体制の改善が必要として、東京証券取引所から特別注意銘柄の指定を受ける[4]。

## 主要事業
- DM
  - レスポン君
  - インデックスDM
  - グルー冊子（糊づけ製本）
  - 目隠しチラシ
- ラベル

## 関連会社

### 連結子会社
- 株式会社ウイル・コーポレーション - 商業印刷物、特殊ラベル・シール等の製造・販売
- 株式会社日本特殊加工印刷 - 商業印刷物の販売
- 鈴木出版株式会社 - 図書の出版・販売及び教材の製作・販売
- 笹岡薬品通販株式会社 - 美容食品、健康補助食品等の通信販売

### 持分法適用関連会社
- 株式会社ピーディック - デジタルコンテンツの企画・制作
- 株式会社アルバ - 書籍の編集、出版ならびに販売